# دولار مورغان
كان دولار مورغان (بالإنجليزية: Morgan dollar) عملة من دولارات الولايات المتحدة تم سكها من عام 1878 إلى عام 1904، ومرة أخرى في عام 1921. كان أول دولار فضي قياسي يتم سكه منذ صدور قانون العملات لعام 1873، والذي أنهى سياسة الفضة الحرة، وإنتاج التصميم السابق، دولار الحرية الجالس. سُمّيت العملة باسم مصممها، جورج تي مورغان. يصور الوجه صورة شخصية تمثل الحرية، بينما يصور الوجه الخلفي نسرًا بأجنحة ممدودة.
تمت الموافقة على الدولار بموجب قانون بلاند أليسون. بعد مرور قانون 1873، ضغطت مصالح التعدين لاستعادة الفضة الحرة، الأمر الذي يتطلب من دار سك العملة قبول جميع الفضة المقدمة إليها وإعادتها إلى عملة معدنية. وبدلاً من ذلك، تم تمرير قانون بلاند أليسون، الذي يتطلب من الخزانة شراء ما بين مليوني وأربعة ملايين دولار من الفضة بالقيمة السوقية ليتم تحويلها إلى دولارات شهريًا. في عام 1890، تم إلغاء قانون بلاند أليسون بموجب قانون شراء الفضة شيرمان، الذي طلب من وزارة الخزانة شراء 4,500,000 أوقية ترويسية (140,000 كـغ) من الفضة كل شهر، ولكنها تتطلب فقط مزيدًا من إنتاج الدولار الفضي لمدة عام واحد. تم إلغاء هذا القانون مرة أخرى في عام 1893.
في عام 1898، وافق الكونغرس على مشروع قانون يتطلب تحويل جميع السبائك المتبقية المشتراة بموجب قانون شراء الفضة شيرمان إلى دولارات فضية. استنفدت احتياطيات الفضة تلك في عام 1904. أجاز قانون بيتمان، الذي صدر عام 1918، صهر وإعادة صهر ملايين الدولارات الفضية. تم استبدال التصميم بدولار السلام في وقت لاحق من العام نفسه.
في أوائل الستينيات من القرن الماضي، تم اكتشاف كمية كبيرة من دولارات مورغان غير المتداولة في حقائبها الأصلية في خزائن الخزانة، بما في ذلك القضايا التي كان يعتقد أنها نادرة. بدأ الأفراد في شراء كميات كبيرة من القطع بقيمتها الاسمية ثم نقلوها من التداول من خلال التخزين، وفي النهاية توقفت وزارة الخزانة عن استبدال الشهادات الفضية بالعملة الفضية. ابتداءً من السبعينيات، أجرت وزارة الخزانة عملية بيع للدولارات الفضية المسكوكة في كارسون سيتي منت من خلال إدارة الخدمات العامة الأمريكية. في عام 2006، تم استخدام تصميم مورغان العكسي على الدولار الفضي الذي تم إصداره لإحياء ذكرى مبنى سان فرانسيسكو منت القديم.

## خلفية
في عام 1873، أصدر الكونغرس الأمريكي قانون العملات الرابع، الذي أنهى بشكل فعال نظام المعدنين في الولايات المتحدة عن طريق استبدال السبائك الفضية. قبل سن قانون العملات، كان من الممكن إحضار الفضة إلى دار سك العملة وصياغتها مقابل رسوم رمزية. مع وجود مثل هذا النظام، يمكن لمنتجي السبائك تحويل الفضة إلى دولارات عندما تكون القيمة الجوهرية للدولار الفضي أقل من القيمة الاسمية، وبالتالي تحقيق ربح وإغراق المعروض النقدي والتسبب في حدوث تضخم. أنهى القانون إنتاج الدولار الفضي القياسي (ثم دولار الحرية الجالس، كما صممه كريستيان جوبريخت) ونصّ على سك الدولار من تجارة الفضة، والذي كان يهدف إلى منافسة الدولار المكسيكي للاستخدام في المشرق. كانت دولارات التجارة في البداية تتمتع بوضع قانوني، ولكن تم إلغاؤها في عام 1876 لمنع منتجي السبائك من جني الأرباح عن طريق تحويل الفضة إلى دولارات التجارة عندما كانت قيمة المعدن منخفضة. القيود المفروضة على العملات المجانية المنصوص عليها في قانون العملات واجهت في البداية مقاومة قليلة من مصالح التعدين حتى انخفض سعر الفضة بسرعة بسبب زيادة التعدين في ولايات الغرب الأمريكية. جاءت الاحتجاجات أيضًا من المصرفيين والمصنعين والمزارعين، الذين شعروا أن زيادة المعروض النقدي سيكون له تأثير إيجابي. تم تشكيل المجموعات التي طالبت بالعملة المجانية للفضة (أو «الفضة المجانية») من أجل تضخيم الدولار بعد ذعر عام 1873.
ابتداءً من عام 1876، تم تقديم العديد من مشاريع القوانين في مجلس النواب في محاولة لاستئناف العملات المعدنية المجانية للفضة. تم تمرير مشروع قانون واحد من هذا القبيل إلى مجلس النواب من قبل النائب الديمقراطي ريتشارد ب. بلاند من ميسوري في خريف عام 1876. أضاف السناتور الجمهوري ويليام بي. أليسون تعديلات مهمة على مشروع القانون في مجلس الشيوخ. سمح مشروع مجلس الشيوخ بالفضة المجانية؛ ألغى أحد تعديلات أليسون هذا الحكم. هذا التعديل نفسه سمح بإصدار شهادات فضية لأول مرة في تاريخ الولايات المتحدة. تم نقض مشروع القانون من قبل الرئيس رذرفورد هايز. تم تجاوز فيتو الرئيس في 28 فبراير 1878. ما أصبح يُعرف باسم قانون بلاند أليسون يتطلب شراء الخزانة ما بين مليوني دولار وأربعة ملايين دولار من الفضة شهريًا، ليتم تحويلها إلى الدولارات الفضية بنسبة قيمة الذهب/الفضة السابقة 16: 1، مما يعني أن أوقية واحدة من الذهب ستُقيم مثل ستة عشر أوقية من الفضة.

## تاريخ التصميم

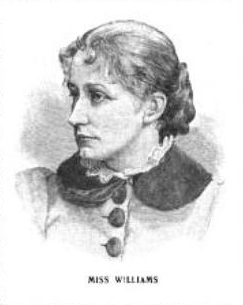
آنا وليامز، كما صُوّرت في عدد 1892 من جريدة منزل السيدات

في عام 1876، بدأ مدير دار سك العملة هنري ليندرمان جهودًا لإعادة تصميم العملات الفضية للأمة. اتصل ليندرمان بـسي دبليو فريمانتل، نائب رئيس دار سك العملة الملكية في لندن، طالبًا منه «العثور على نقاش من الدرجة الأولى يكون على استعداد لتولي منصب مساعد النقش في دار سك العملة في فيلادلفيا.» ردًا على طلب ليندرمان، كتب فريمانتل: «استفساراتي بشأن مساعد نقاش تقودني بشدة إلى أن أوصي لمنصب السيد جورج تي مورغان، البالغ من العمر 30 عامًا، الذي جعل من نفسه اسمًا مهمًا، ولكن لا يوجد الكثير من الانفتاح في الوقت الحاضر في هذا البلد». تم التوصل إلى اتفاق بين ليندرمان ومورجان للعمل في دار سك العملة في فيلادلفيا تحت قيادة كبير النقش ويليام باربر على أساس تجريبي لمدة ستة أشهر.
وصل مورغان إلى فيلادلفيا في 9 أكتوبر 1876. كانت النقود المعدنية المبكرة التي صممها خلال فترة عمله في دار العملة في فيلادلفيا مخصصة للنصف دولار. في عام 1876، التحق مورغان كطالب في أكاديمية بنسلفانيا للفنون الجميلة للتحضير لإنشاء تصميم رأس الحرية جديد. حصل مورغان أيضًا على دراسات من طبيعة النسر الأصلع لإعداد التصميم العكسي. بالنسبة لتمثيل الحرية، سعى مورغان لتصوير امرأة أمريكية بدلاً من الأشكال اليونانية المعتادة. اقترح صديق مورغان، الفنان توماس إيكنز، أن يستخدم آنا وليامز من فيلادلفيا كنموذج. إجمالاً، عقد مورغان خمس جلسات مع ويليامز. أعلن أن ملفها الشخصي هو أفضل ما رآه.

## الإنتاج

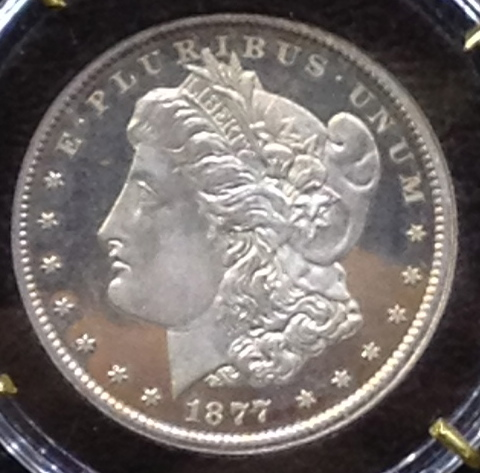
تصميم مورغان، نمط نصف دولار في عام 1877

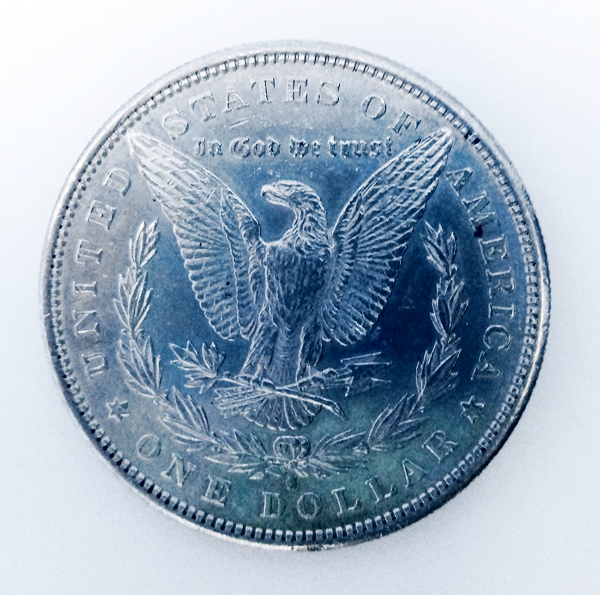
دولار مورغان 1881

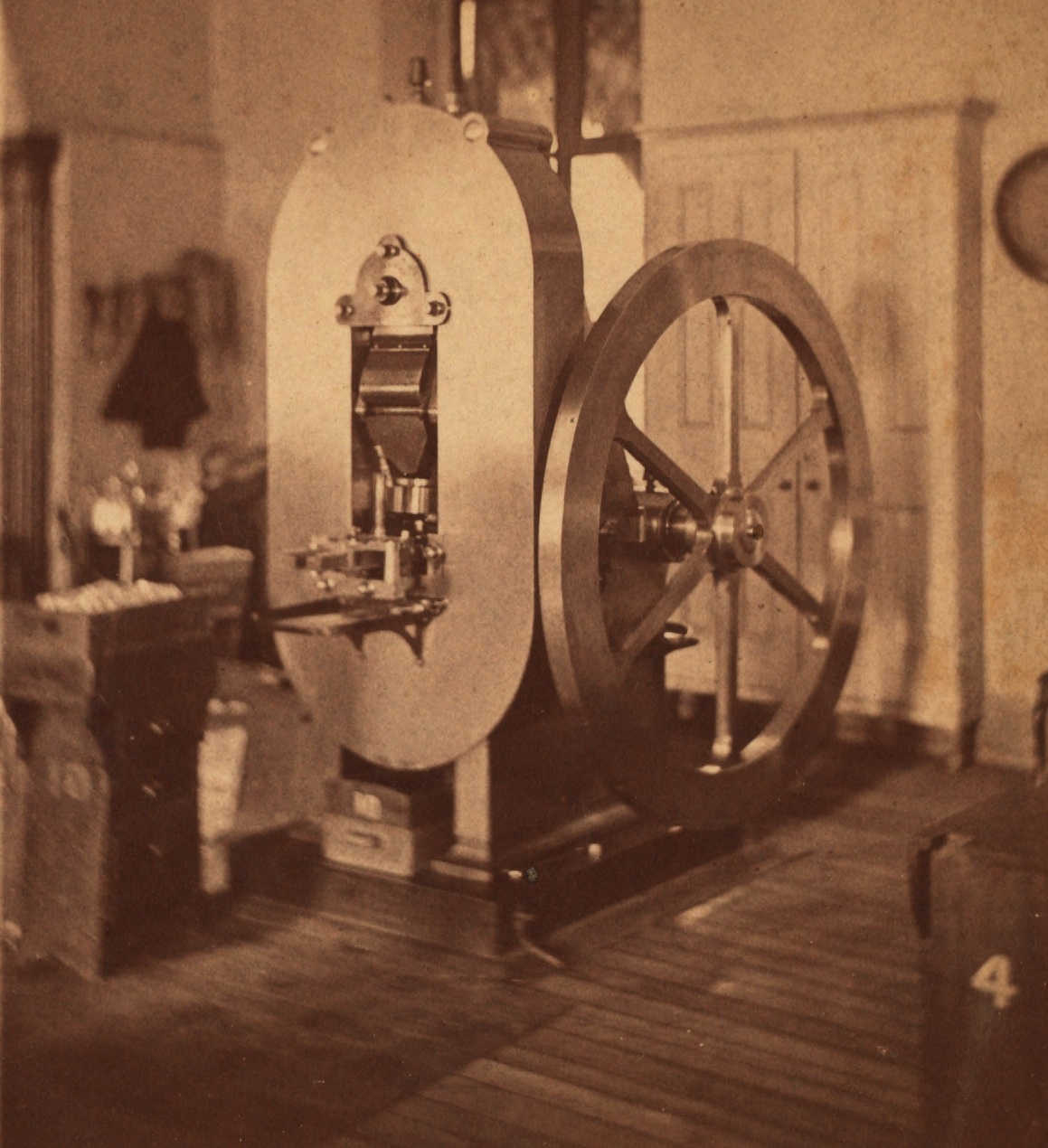
مطبعة نقود في دار العملة في فيلادلفيا

لم يبدأ إنتاج العملات المعدنية حتى 11 مارس، أكثر من أسبوع بعد تمرير قانون بلاند أليسون. أول سك مقبول، بعد التعديلات على الصحافة، تمت صياغته في الساعة 3:17 مساءا في دار العملة في فيلادلفيا. أعطيت القطعة الأولى للرئيس رذرفورد هايز. أعطيت القطعة الثانية والثالثة لوزير الخزانة جون شيرمان ومدير سك النقود هنري ليندرمان.
أراد ليندرمان إشراك دار العملة في سان فرانسيسكو وكارسون سيتي في الإنتاج من أجل المساعدة في الوصول إلى الحصة الشهرية اللازمة بموجب قانون بلاند أليسون. كان الضغط كبيرًا في فيلادلفيا لدرجة أنه أوقف إنتاج جميع العملات المعدنية الأخرى وبدأ العمل لساعات إضافية. بدأت دار سك النقود في نيو أورلينز بسك الدولارات الفضية الجديدة في عام 1879.
تم إنشاء دار العلمة في دنفر سنة 1906، وضُربت العملات المعدنية لمدة عام واحد فقط، في عام 1921. احتوى دولار مورغان على تسعين في المائة من الفضة وعشرة في المائة من النحاس، يبلغ قطره 38.1 مليمتر (1.50 بوصة)، ويزن (26.73 غراما).

## قانون شراء الفضة شيرمان، ذعر عام 1893

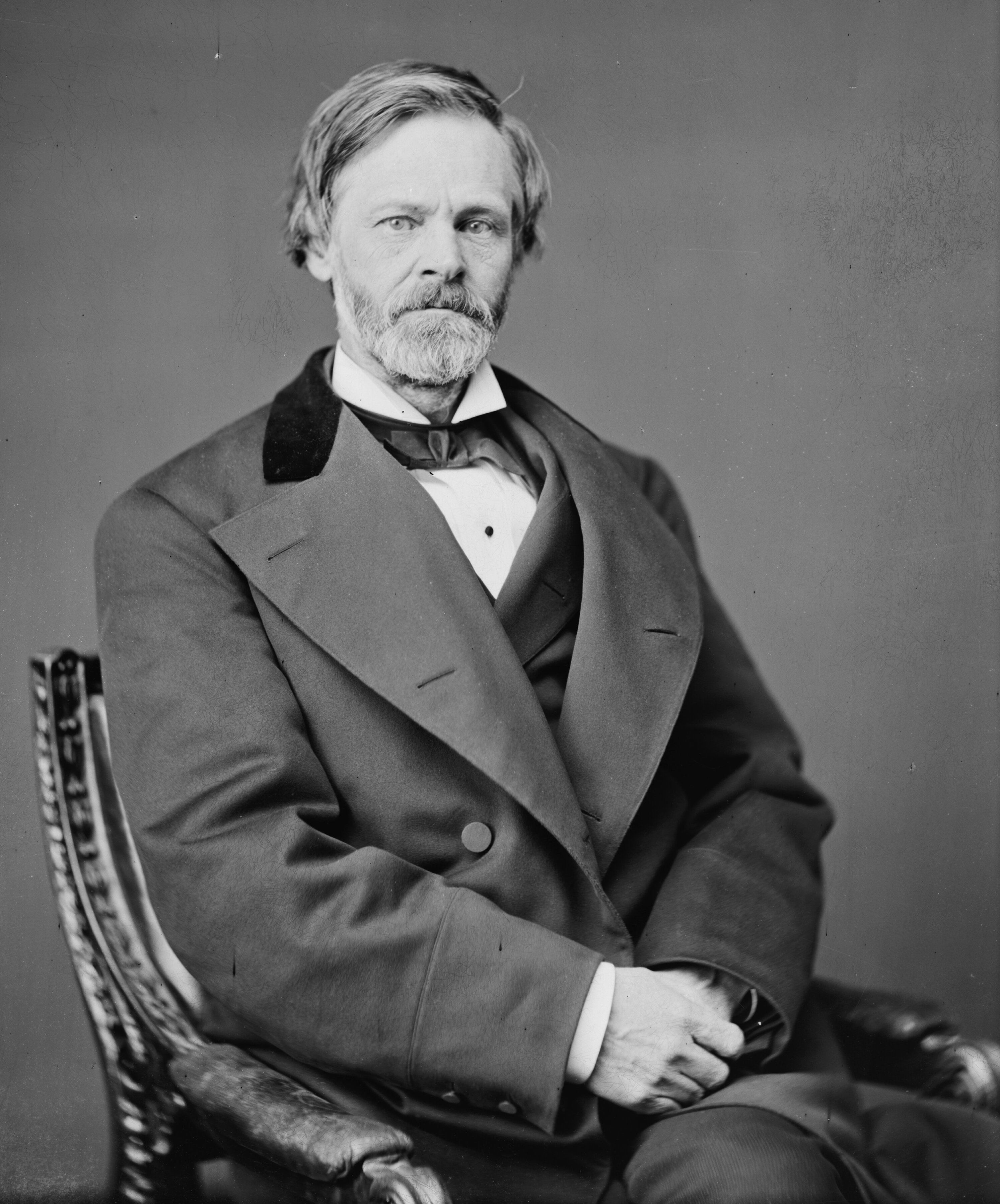
قام سناتور أوهايو جون شيرمان بتأليف قانون شيرمان لشراء الفضة، مما أجبر وزارة الخزانة على شراء 4,500,000 أوقية ترويسية (140,000 كـغ) كل شهر.

ظلّ سكّ العملة من دولار مورغان ثابتًا نسبيًا حتى صدور قانون شيرمان لشراء الفضة في 14 يوليو 1890. أجبر القانون، الذي كتبه سناتور أوهايو ووزير الخزانة السابق جون شيرمان، وزارة الخزانة على زيادة كمية الفضة المشتراة إلى 4,500,000 أوقية ترويسية (140,000 كـغ) كل شهر. يعتقد مؤيدو القانون أن الزيادة في كمية الفضة المشتراة ستؤدي إلى التضخم، مما يساعد على إعفاء المزارعين في البلاد. حصل القانون أيضًا على دعم من مصالح التعدين لأن مثل هذه المشتريات الكبيرة ستؤدي إلى ارتفاع سعر الفضة وزيادة أرباحها. على رغم من أن القانون يتطلب مشتريات كبيرة من الفضة إلى أجل غير مسمى، إلا أنه ينص على أن تضرب دار السكة 2,000,000 دولار فضي كل شهر فقط حتى عام 1891. نظرًا لأن الخزانة لديها بالفعل فائض من الدولارات الفضية، انخفض سك الدولارات بشكل حاد بداية من سنة 1892. الفضة المتبقية بعد سك الدولارات كانت تُستخدم لسك الدايمات والأرباع ونصف الدولارات.
ابتداءً من أوائل عام 1893، أفلس عدد من الشركات الصناعية، بما في ذلك فيلادلفيا وريدينج للسكك الحديدية وشركة (National Cordage Company). أصبحت عمليات إدارة البنوك الناتجة وإخفاقاتها تعرف باسم ذعر عام 1893. في يونيو من ذلك العام، دعا الرئيس جروفر كليفلاند، الذي كان يعتقد أن الذعر سببه التضخم الناتج عن قانون شراء الفضة في شيرمان، إلى جلسة خاصة للكونغرس لإلغائه. أُلغي القانون في 1 نوفمبر 1893. في 13 يونيو 1898، أمر الكونغرس بسك جميع السبائك المتبقية المشتراة بموجب قانون شيرمان. ارتفع إنتاج الدولار الفضي مرة أخرى، حتى استنفدت السبائك في عام 1904، عندما توقفت.

## قانون بيتمان

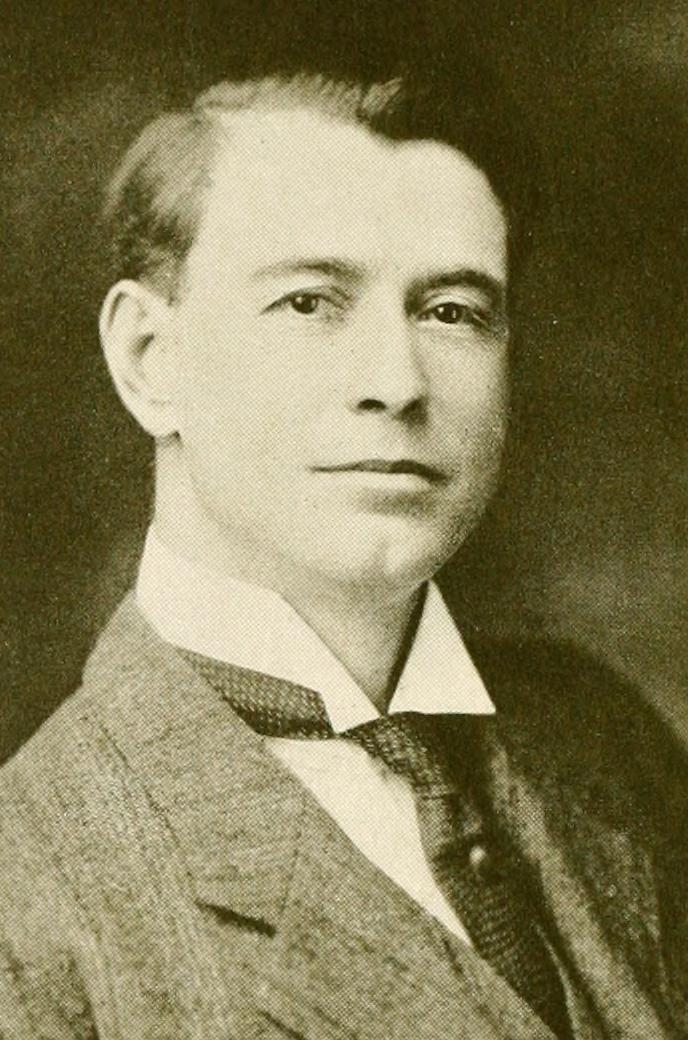
كان السناتور كي بيتمان مسؤولاً عن الفعل الذي دعا إلى ذوبان ما يصل إلى 350.000.000 دولار فضي.

بدأت الحكومة الألمانية حملة دعائية خلال الحرب العالمية الأولى لتشويه سمعة عملة المملكة المتحدة في الهند. أقنع الألمان المواطنين الهنود بأن الأوراق النقدية البريطانية في ذلك البلد لا يمكن استبدالها بالفضة. أدى هذا إلى التراجع عن المعروض البريطاني من الفضة. ردا على ذلك، قدم السناتور الديمقراطي الأمريكي كي بيتمان من نيفادا تشريعا في عام 1918 كان يهدف إلى تقديم إعانة مالية للحكومة البريطانية. نص مشروع القانون، الذي تم تمريره في 22 أبريل 1918، على أن «مبيعات السبائك الفضية بموجب هذا القانون قد تتم بغرض الحفاظ على المخزون الحالي من الذهب في الولايات المتحدة، وتوفير الفضة للعملات المعدنية الفرعية وللاستخدام التجاري ومساعدة الحكومات الأجنبية في حالة حرب مع أعداء الولايات المتحدة». أذن قانون بيتمان للولايات المتحدة بإذابة ما يصل إلى 350.000.000 دولار فضي، وقد بدأ هذا فور إقرار القانون. أذابت الولايات المتحدة في النهاية ما مجموعه 270,232,722 دولارًا فضيًا. من هذا المبلغ، تم بيع 259121.554 إلى المملكة المتحدة بتكلفة دولار واحد للأونصة.
قامت الولايات المتحدة بسك دولار مورغان مرة أخرى فقط خلال عام 1921، العام الوحيد الذي تم فيه ضرب دولارات مورغان في دار سك النقود في دنفر. منذ أن دمرت دولار مورغان المتقادم في عام 1910. أجاز بند آخر من قانون بيتمان للولايات المتحدة سك عملة بديلة عن كل دولار فضي مذاب. خلال العام نفسه، تم إصدار دولار السلام لأول مرة لإحياء ذكرى نهاية الحرب العالمية الأولى. من المفترض أن دولار السلام قد تم سكه ليحل محل دولار مورغان بموجب شروط قانون بيتمان ولكن بدون تفويض من الكونغرس، على الرغم من حقيقة أن القانون لم يصف تصميم العملة. تمت الموافقة بالفعل على التغيير في التصميم بموجب قانون صادر عن الكونغرس عام 1890.

## دولار مورغان في دار العملة كارسون سيتي
حتى عام 1964، كان بإمكان المواطنين الأمريكيين استبدال النقود الورقية المعروفة باسم الشهادات الفضية بالدولار الفضي في وزارة الخزانة الأمريكية عند الطلب. في عام 1962، استرد فرد شهادة فضية وحصل على دولار مورغان نادر وقيِّم مقابل ذلك. كانت العملة من كيس من الدولارات الفضية في قبو دار السكة في فيلادلفيا. أثار هذا الحادث اهتمامًا كبيرًا، وبين نوفمبر 1962 ومارس 1964، تم بيع الملايين من دولارات مورغان وسلم لعامة الناس. كان الطلب على استبدال الشهادات الفضية بالدولار الفضي كبيرًا لدرجة أن الخطوط التي تشكلت خارج مبنى الخزانة في واشنطن العاصمة كان بعض الأشخاص في الطابور اصطحبوا معهم العربة اليدوية. اكتشفت وزارة الخزانة الأمريكية أكياسا غير معروفة سابقًا بدولارات كارسون سيتي في خزائنها تحتوي على ما يزيد قليلاً عن 2.8 مليون دولار من دولارات كارسون سيتي في خزائن الخزانة. قرر مسؤولو الخزانة منعهم من ذلك لأن العدد الإجمالي للعملات المعدنية المسكوكة في كارسون سيتي كانت أقل عمومًا من غيرها.
في 12 مايو 1969، عقدت اللجنة المشتركة للعملات المعدنية اجتماعا لتحديد أفضل طريقة لبيع الدولارات المسكوكة في مدينة كارسون والتي احتجزها مسؤولو الخزانة في وقت سابق. صدر تشريع في 31 ديسمبر 1970 يوجه الخزانة لتحويل الدولار الفضي إلى مدير الخدمات العامة الذي أوكلت إليه مسؤولية تسويق وبيع العملات المعدنية. كما نصّ التشريع على أن جميع عائدات البيع يجب «تغطيتها في الخزانة كإيصالات متنوعة». زوّد الكونغرس إدارة الخدمات العامة بمبلغ 10 ملايين دولار لتسويق عملات الدولار. يتكون الإعلان من ملصقات وكتيبات تم توزيعها على مكاتب البريد والبنوك والمؤسسات المالية المختلفة بالإضافة إلى أفلام وثائقية تلفزيونية. تم فرز العملات المعدنية وتركيبها في علب عرض بلاستيكية صغيرة. أجرت وكالة الخدمات العامة إجمالي سبع مبيعات بريدية بين عامي 1972 و 1980. في المجموع، حقّقت المبيعات 107 دولارات مليون في الإيرادات.

## دولار سان فرانسيسكو التذكاري

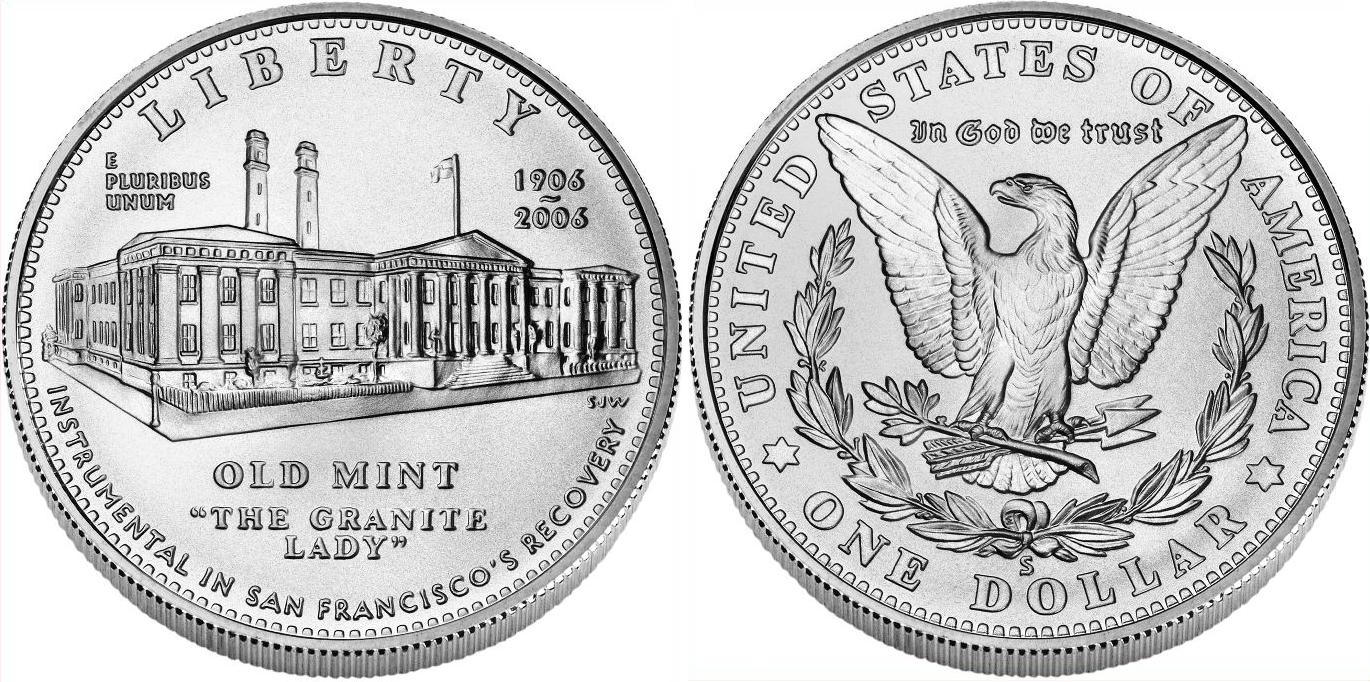
دولار فضي تذكاري سنة 2006، يحمل تصميم مورجان العكسي مع بعض التعديلات

في 15 يونيو 2006، تمت الموافقة على تشريع ينصُّ على سك دولار فضي وعملة ذهبية بخمسة دولارات في «إحياء ذكرى سك العملة القديمة في سان فرانسيسكو»، مع دفع رسوم إضافية لمتحف سان فرانسيسكو والمجتمع التاريخي في محاولة لإعادة تأهيل دار سك العملة القديمة. في المجموع، تم السماح بتحويل 100.000 من ذهب و 500.000 من الفضة إلى قطع نقدية تذكارية. جاء التفويض بناء على طلب من عدة منشورات لهواة جمع العملات، والتي حشدت القراء للاتصال بأعضاء الكونغرس المحليين وإقناعهم بتمرير التشريعات اللازمة. تحمل التصميمات المعتمدة للدولار الفضي منظرًا أماميًا يسارًا لمبنى دار سك العملة القديمة ونسخة من تصميم نسر مورغان على الوجه والعكس.

## مورغان ودولار السلام 2021
في 22 سبتمبر 2020، أقر مجلس النواب تشريعًا مقترحًا من شأنه أن يسك عملات مورغان ودولار السلام في الذكرى المائة للانتقال من مورغان إلى دولار السلام «لإحياء ذكرى هذا التطور الهام للحرية الأمريكية». ينتج قانون الذكرى السنوية لعملة الدولار الفضي لعام 2021 دولارات مورغان والدولار الفضي عند 26.73 جرامًا ولا تقل عن 90 بالمائة من الفضة. اعتبارًا من 26 سبتمبر 2020، أقر مجلس النواب هذا القانون.

## المعلومات الكاملة للمراجع
- Fite، Emerson David (1919). History of the United States (ط. second). New York City: Henry Holt & Co.
- Julian، R.W. (1993). Bowers، Q. David (المحرر). Silver Dollars & Trade Dollars of the United States. Wolfeboro, New Hampshire: Bowers and Merena Galleries. ISBN:0-943161-48-7.
- Van Allen، Leroy C.؛ Mallis، A. George (1991). Comprehensive Catalog and Encyclopedia of Morgan & Peace Dollars. Virginia Beach, Virginia: DLRC Press. ISBN:978-1-880731-11-6.
- Yeoman، R. S. (2010). A Guide Book of United States Coins (ط. 63rd). Atlanta, Georgia: Whitman Publishing. ISBN:978-0-7948-2767-0.

## روابط خارجية
- The National Silver Dollar Round Table
- Morgan Dollars Complete Coin Guide

| سبقه دولار الحرية الجالس | عملة الدولار للولايات المتحدة (1878–1904، 1921) متزامنة مع: الدولار التجاري (1878–1885) الدولار الذهبي – النوع الثالث (1878–1889) دولار السلام (1921) | تبعه دولار السلام |